# Zhao Yiman
Zhao Yiman (chiń. 赵一曼; pinyin Zhào Yīmàn; ur. 1905 w Yibin, zm. 1936 w Zhuhe) – chińska partyzantka, działaczka KPCh, bohaterka ruchu oporu przeciw japońskiej okupacji.

## Życiorys
Urodziła się w październiku 1905 roku pod imieniem Li Kuntai (李坤泰) w Yibin w Syczuanie. Była siódmym dzieckiem Li Hongxu, który zginął podczas Rewolucji Xinhai (1911). Od 1926 uczyła się w gimnazjum żeńskim w Yibin, a po kilku miesiącach przyjęto ją do filii Akademii Whampoa w Wuhanie, gdzie była jedną z pierwszych kobiet.
Nabyła swoje przekonania ideowe podczas antykolonialnych demonstracji Ruchu 4 Maja (1919), zaś aktywnie uczestniczyła w Ruchu 30 Maja (1925) w Yibin. Z rekomendacji Zheng Youzhi w 1923 wstąpiła do Socjalistycznej Ligi Młodzieży Chin, a w 1926 została członkinią KPCh.
We wrześniu 1927 wyjechała do ZSRR, gdzie uczęszczała na Uniwersytet Sun Jat-sena w Moskwie. Tam poznała Chen Dabanga i wyszła za mąż. Po powrocie do kraju prowadziła działalność polityczną w Yichangu, Szanghaju i prowincji Jiangxi. Po incydencie mukdeńskim (1931) została skierowana do zajętej przez japońskich okupantów Mandżurii; wtedy zmieniła imię i nazwisko obawiając się o bezpieczeństwo rodziny.
Od 1934 walczyła w oddziale partyzantów, w 1935 została wybrana komisarzem pułku. Gdy w listopadzie 1935 jej oddział został otoczony przez przeciwnika, Zhao poderwała partyzantów do wyrwania się z okrążenia, lecz została ranna w boju i uwięziona przez Japończyków. Z uwagi na pogarszający się stan zdrowia została przeniesiona do szpitala, gdzie przekonała pielęgniarkę Han Yongyi i ochroniarza Dong Xianxuna by pomogli jej uciec; jednakże została ponownie zatrzymana dwa dni później, a za pomoc jej również Dong Xianxun został uwięziony i zamordowany przez Japończyków. 2 sierpnia 1936 Zhao Yiman zginęła przez rozstrzelanie w miejscowości Zhuhe.

## Upamiętnienie

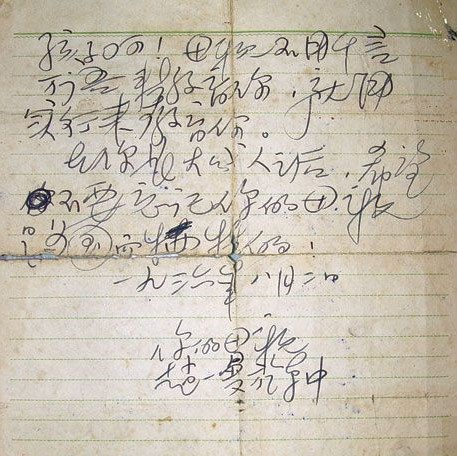
List pożegnalny Zhao Yiman do jej syna. „Mój chłopcze, nie mogę cię już wychowywać słowami, ale za to czynami. Kiedy dorośniesz, nie zapominaj, że twoja matka zginęła za kraj”.

W Chinach uchodzi za jedną z najbardziej znanych bohaterek walki narodowowyzwoleńczej. Już w 1946 roku jej imieniem nazwano ulicę w Harbinie. Powstały o niej dwa filmy: z 1950 i 2005 roku. W 2009 roku została zaliczona w poczet „100 bohaterów, który wnieśli szczególny wkład w powstanie Nowych Chin”.